# خالد غورمي
خالد غورمي (بالفرنسية: Kaled Gourmi)‏ (مواليد 16 أبريل 1986) هو لاعب كرة قدم جزائري يلعب لفريق يفردون-سبورت في دوري الترقية السويسري.

## المسيرة الرياضية
في سبتمبر 2009 أعير غورمي من نادي باولم السويسري إلى مواطنه نادي يانغ بويز. ومع ذلك فإن الإصابات أجبرته على اللعب مباراتين فقط ليانغ بويز قبل أن يتم إنهاء صفقة الإعارة في فبراير.

### وفاق سطيف
في 19 أغسطس 2011 وقع غورمي عقدًا لمدة عامين مع وفاق سطيف. لعب لأول مرة للنادي في 10 سبتمبر 2011 حيث دخل كبديل في الشوط الثاني في مباراة بالدوري ضد نصر حسين داي. بعد بضعة أسابيع في الأول من أكتوبر سجل هدفه الأول لوفاق سطيف بنجاحه في تنفيذ ركلة جزاء في الخسارة 3-2 أمام اتحاد الحراش.

## الإنجازات
- وفاق سطيف
  - كأس الجزائر (1): 2011-12